# MCM
MCM (początkowo MCM Euromusique) – francuskojęzyczny muzyczny kanał telewizyjny, uruchomiony 1 lipca 1989 roku jako drugi francuski kanał muzyczny (pierwszym był TV6). Jego nadawcą jest Groupe MCM, należący do holdingu Lagardère Active.

## Historia
W latach 80. XX wieku we Francji uruchomiono pierwsze prywatne stacje telewizyjne, które przełamały monopol rynkowy publicznego nadawcy France Télévisions.
Jednym z pierwszych kanałów komercyjnych był M6, uruchomiony w 1987 roku jako następca stacji TV6. M6 posiadał nadajniki jedynie na północy kraju. W południowej Francji, poza okolicami Marsylii, nie był on dostępny. Właściciel M6 podjął rozmowy o kooperacji z telewizją TMC, która posiadała nadajniki na południu kraju, by stworzyć wspólne pasmo nadawcze. 12 maja 1988 roku rozpoczęto pięcioletnią współpracę. Zredukowano drastycznie program TMC, usuwając z ramówki wiele audycji. Stację można było oglądać jedynie w godzinach od 10:30 do 11:00 przed południem oraz od 18:15 do 20:00. Przez resztę czasu nadawał kanał M6.
Po 13 miesiącach współpracy, telewizja M6 zerwała partnerstwo z TMC, ponieważ nabyła własne nadajniki na południu Francji i zaczęła nadawać całodobowo. Stacja TMC by zapełnić ramówkę nawiązała współpracę ze spółką Europe 1 Communication. 1 lipca 1989 roku na antenie TMC zadebiutował wielogodzinny program „Monte Carlo Music” (MCM Euromusique), wzorowany na MTV Europe. TMC nadawał audycje własnej produkcji wyłącznie wieczorami.
W październiku 1993 roku Grupa Canal+ przejęła TMC, który została przeformatowana, a umowa o nadawaniu MCM została zerwana. Jedynym właścicielem kanału muzycznego MCM został Lagardère Active (poprzez zależną spółkę Europe 1 Communications). Zmienił się również akronim MCM na Ma Chaîne Musicale (Mój Kanał Muzyczny).
W 1994 roku została utworzona stacja MCM Africa, poświęcona muzyce R&B. W 2002 roku kanał sprzedano Olivierowi Laouchezowi, byłemu szefowi wytwórni hip-hopowej Secteur Ä, który rok później zmienił nazwę stacji na Trace TV.
W 2001 roku uruchomiono kanał MCM 2. Dwa lata później stacja zmieniła nazwę na MCM Pop. W 2003 roku wystartował trzeci kanał spod szyldu MCM – MCM Top. W 2005 roku główna stacja MCM zmieniła logo, oprawę graficzną, a także formułę programową. Przestała nadawać teledyski 24 godziny na dobę, dodając w paśmie najlepszej oglądalności programy rozrywkowe produkcji amerykańskiej.
1 lipca 2009 roku MCM świętował 20-lecie istnienia. 1 września 2010 roku MCM rozpoczął nadawanie w formacie 16:9. W 2013 roku MCM zmienił swoją grupę docelową. Programy stacji zostały skierowane do męskiej części widowni, między 15 a 34 rokiem życia.
W październiku 2017 roku MCM przeszedł gruntowną przemianę logo, oprawy graficznej i sloganu stacji, które teraz brzmi: „Pop Culture Television”. Zerwał z logotypem, z którym był kojarzony od 1999 roku.